# 小倉ホーム
株式会社小倉ホーム（おぐらホーム）は、鹿児島県志布志市志布志町安楽に本社を置く不動産会社である。

## 概要
元となる会社は大阪府堺市で創業したが、志布志市で株式会社へ組織変更し、居住用及び業用の賃貸物件の斡旋仲介、土地建物の売買仲介、賃貸ビル管理などの不動産業務のほか、不動産投資、損害保険代理店なども行っている。　　弁護士事務所と提携した契約を作成している。
売買部門では、企業や工場誘致の仲介手数料が収益の柱となっており、建売や土地の売買をしている。
賃貸部門では、管理戸数700戸　年間賃貸仲介は250戸となっている。

## 資格
- 国土交通大臣賃貸住宅管理業[2]
- 国土交通大臣一般投資顧問業[1]
- 鹿児島県知事宅地建物取引業[1]

## 提携
- 大隅法律弁護士事務所
- 海江田会計事務所